# Exèrcit serbi
L'Exèrcit serbi (en serbi: Војска Србије) o també conegut com l'Exèrcit de Terra de Serbi (en serbi: Копнена војска Србије) és component terrestre i el component més gran de les Forces Armades Sèrbies.

## Història
Originàriament, es va establir com Exèrcit del Principat de Sèrbia l'any 1830. Després de la Primera Guerra Mundial es va incorporar al Reial Exèrcit Iugoslau que al seu torn es va transformar en Forces Terrestres Iugoslaves de l'Exèrcit Popular Iugoslau després de la Segona Guerra Mundial. L'exèrcit serbi en la seva forma actual ha estat actiu des del 2006 quan Sèrbia va restaurar la seva independència del seu país veí Montenegro.

## Estructura
L'exèrcit serbi està compost per sis brigades, sis batallons independents, flotilla fluvial, l'Institut de revisió tècnica i el centre d'entrenament d'operacions multinacionals. Les quatre brigades primàries de l'exèrcit estan formades per un màxim de deu batallons que inclouen: un batalló de comandament, un batalló blindat, dos batallons mecanitzats, dos batallons d'infanteria, un batalló d'artilleria autopropulsat, un batalló d'artilleria llançacoets múltiple autopropulsat, un batalló de defensa aèria, un batalló d'enginyers i un batalló de logística.

### Formació de l'exèrcit

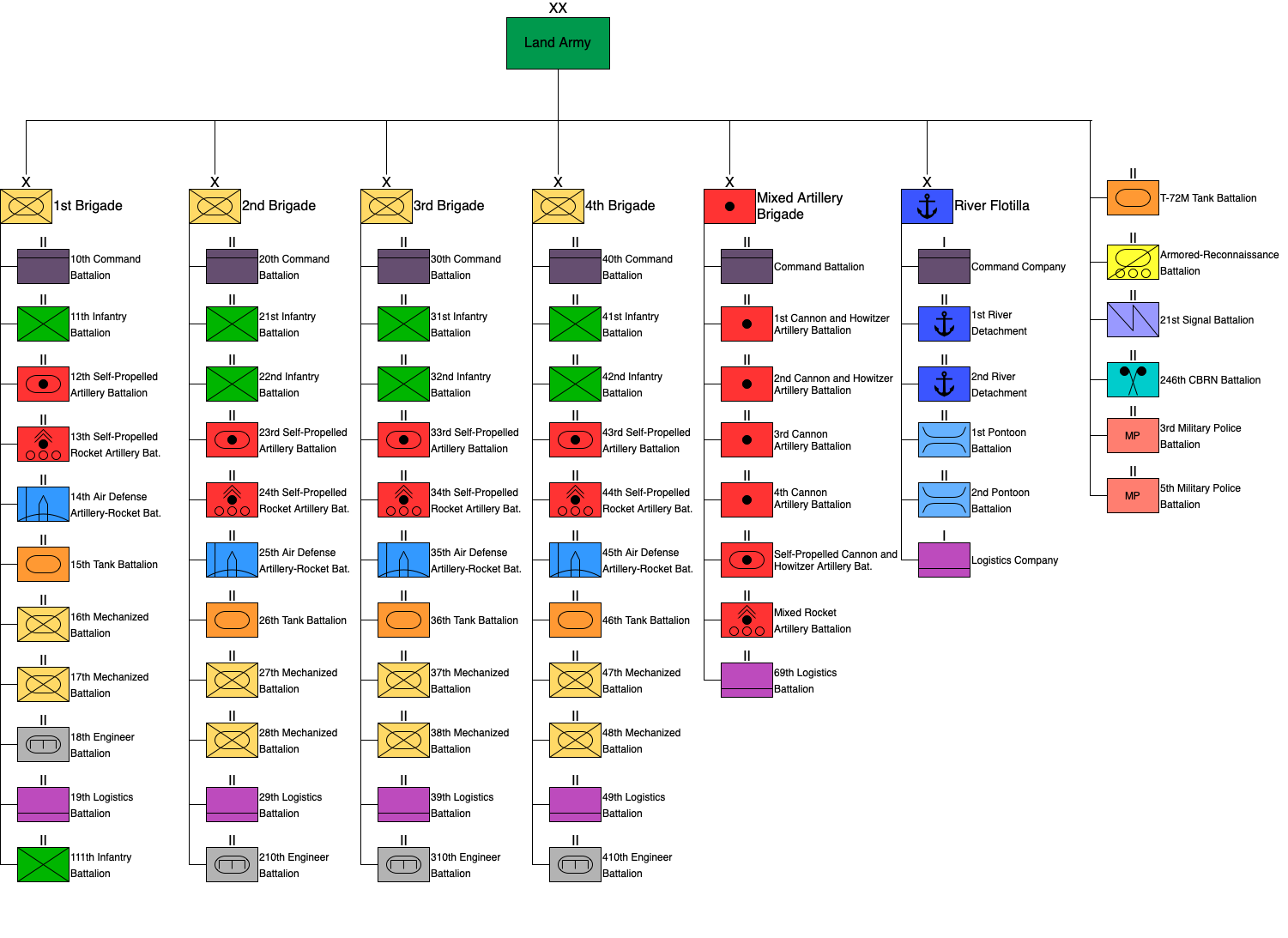
Estructura de l'exèrcit serbi.

- Comandament de l'exèrcit
  -  3r Batalló de Policia Militar (Niš)
  -  5e Batalló de Policia Militar (Belgrad)
  -  246è Batalló de l'NBC (Kruševac)
  -  21è Batalló de Senyals (Niš)
  - Batalló de Tanc del T-72M (Niš)
  - Batalló Blindat de Reconeixement (Niš)
- 1a Brigada
  - 10è Batalló de Comandament (Novi Sad)
  - 11è Batalló d'Infanteria (Pančevo)
  - 12è Batalló d'Artilleria Autopropulsada (Bačka Topola)
  - 13è Batalló d'Artilleria de llançacoets múltiples autopropulsats (Sremska Mitrovica)
  - 14è Batalló d'Artilleria de Defensa Aèria (Pančevo)
  - 15è Batalló de Tancs (Sremska Mitrovica)
  - 16è Batalló Mecanitzat (Sremska Mitrovica)
  - 17è Batalló Mecanitzat (Bačka Topola)
  - 18è Batalló d'Enginyers (Novi Sad)
  - 19è Batalló de Logística (Novi Sad)
  - 111è Batalló d'Infanteria (Loznica)
- 2a Brigada
  - 20è Batalló de Comandament (Kraljevo)
  - 21è Batalló d'Infanteria (Raška)
  - 22è Batalló d'Infanteria (Požega)
  - 23è Batalló d'Artilleria Autopropulsada (Kraljevo)
  - 24è Batalló d'Artilleria de llançacoets múltiples autopropulsats (Valjevo)
  - 25è Batalló d'Artilleria de Defensa Aèria (Kraljevo)
  - 26è Batalló de Tancs (Kraljevo)
  - 27è Batalló Mecanitzat (Kraljevo)
  - 28è Batalló Mecanitzat (Novi Pazar)
  - 29è Batalló de Logística (Kraljevo)
  - 210è Batalló d'Enginyers (Kraljevo)
  - 211è Batalló de Muntanya (Priboj, en process de formació)[3]
- 3a Brigada
  - 30è Batalló de Comandament (Niš)
  - 31è Batalló d'Infanteria (Zaječar)
  - 32è Batalló d'Infanteria (Zaječar)
  - 33è Batalló d'Artilleria d'Obus autopropulsats (Niš)
  - 34è Batalló d'Artilleria de llançacoets múltiple (Niš)
  - 35è Batalló d'Artilleria de Defensa Aèria (Niš)
  - 36è Batalló de Tancs (Niš)
  - 37è Batalló Mecanitzat (Kuršumlija)
  - 38è Batalló Mecanitzat (Kuršumlija)
  - 39è Batalló de Logística (Niš)
  - 310è Batalló d'Enginyers (Prokuplje)L'Exèrcit serbi en una desfilada militar 2019.
- 4a Brigada

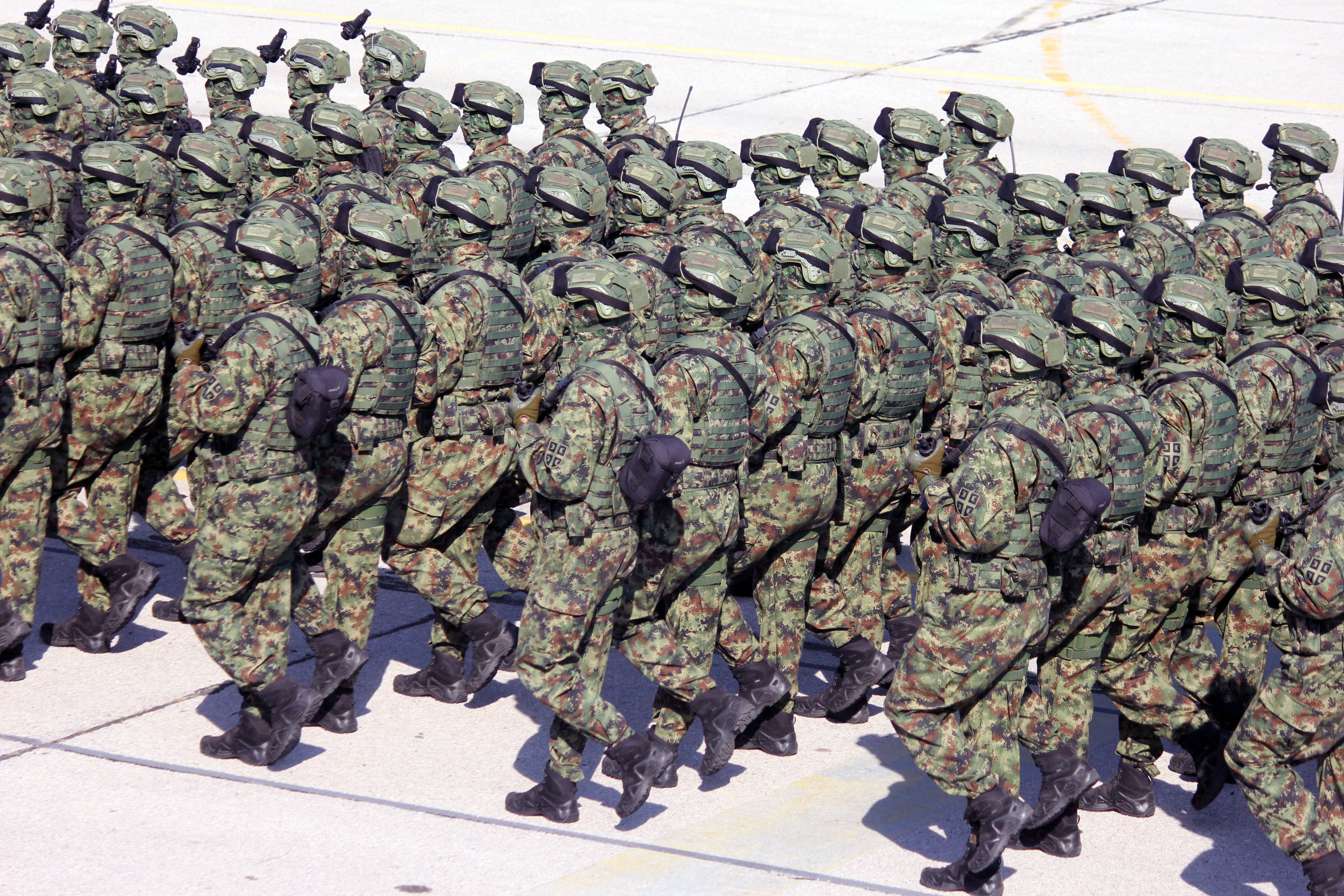
L'Exèrcit serbi en una desfilada militar 2019.

  - 40è Batalló de Comandament (Vranje)
  - 41è Batalló d'Infanteria (Bujanovac)
  - 42è Batalló d'Infanteria (Bujanovac)
  - 43è Batalló d'Artilleria d'Obus autopropulsats (Vranje)
  - 44è Batalló d'Artilleria de llançacoets múltiples autopropulsats (Leskovac)
  - 45è Batalló d'Artilleria de Defensa Aèria (Vranje)
  - 46è Batalló de Tancs (Vranje)
  - 47è Batalló Mecanitzat (Vranje)
  - 48è Batalló Mecanitzat (Bujanovac)
  - 49è Batalló de Logística (Vranje)
  - 410è Batalló d'Enginyers (Vranje)